# Liniaxis
Liniaxis is een geslacht van weekdieren uit de klasse van de Gastropoda (slakken).

## Soort
- Liniaxis elongata Laseron, 1955